# Міссі Елліотт
Мелісса Арнетт Елліотт (англ. Melissa Arnette Elliott; нар. 1 липня 1971, Портсмут, Вірджинія, США), більш відома під псевдонімом Міссі Елліотт (англ. Missy Elliott), — американська співачка, реперка, авторка пісень і музична продюсерка, володарка п'яти премій «Греммі». Продажі її альбомів у США складають більше ніж 30 мільйонів копій. Вона є єдиною виконавицею репу, чиї шість альбомів отримали статус платинових від RIAA. За версією Billboard у 2017 році, вона є найбільш продаваною реперкою в історії Nielsen Music.
Відома завдяки серії хітів і відеокліпів, включно з «The Rain (Supa Dupa Fly)», «Hot Boyz», «Get Ur Freak On», «One Minute Man», «Work It», «Gossip Folks», «Pass That Dutch», «Lose Control» і «Ching-a-Ling». Також Елліотт займається створенням пісень як авторка та продюсер, як одна, так і у співпраці з Тімбалендом. Вона брала участь у написанні пісень для таких співачок, як Алія, Моніка, Mýa, Вітні Г'юстон, Little Mix, Trina, Nicole Wray, Fantasia, Сіара, Raven Symone, Кіша Коул, Мерая Кері, Джанет Джексон та Lil' Mo, гуртів Destiny's Child, SWV.
У 2013 році вийшов альбом співака G-Dragon з участю Міссі.

## Нагороди

### Греммі
- 2002 — Краще спільне вокальне поп-виконання «Lady Marmalade» (пісня групи Labelle, була спродюсирована Міссі Елліотт)[10]
- 2002 — Краще виконання сольного репу: «Get Ur Freak On»
- 2002 — Кращий відеокліп: «Lose Control»
- 2003 — Краще жіноче сольне виконання репу: «a Scream.k.a. Itchin»
- 2004 — Краще жіноче сольне виконання репу: «Work It»

### MTV Video Music Awards
- 2001 — Найкраще відео з фільму: «Lady Marmalade» з Крістіною Агілерою, Lil' Kim, Mýa і P!nk
- 2001 — Відео року: «Lady Marmalade» з Крістіною Агілерою, Lil' Kim, Mýa і P!nk
- 2003 — Найкраще хіп-хоп відео: «Work It»
- 2003 — Відео року: «Work It»
- 2005 — Найкраще танцювальне відео: «Lose Control»
- 2005 — Найкраще хіп-хоп відео: «Lose Control»
- 2006 — Кращі спецефекти у відео: «We Run This»

## Дискографія

### Студійні альбоми
- Supa Dupa Fly (1997)
- Da Real World (1999)
- Miss E… So Addictive (2001)
- Under Construction (2002)
- This Is Not a Test! (2003)
- The Cookbook (2005)
- Iconilogy (2019)

## Фільмографія
- Family Matters (1997)
- The Wayans Bros.(1998)
- Pootie Tang (2001)
- Лапочка (2003)
- Fade to Black (2003)
- Підводна братва (2004)
- Just for Kicks (2005)
- Cribs (2005)